# Pigés (ort i Grekland, Östra Makedonien och Thrakien)
Pigés (Piges) är en ort i Grekland.   Den ligger i prefekturen Nomós Kaválas och regionen Östra Makedonien och Thrakien, i den nordöstra delen av landet, 300 km norr om huvudstaden Aten. Pigés ligger 8 meter över havet och antalet invånare är 770.
Terrängen runt Pigés är mycket platt. Havet är nära Pigés söderut.  Närmaste större samhälle är Chrysoúpolis, 9,0 km norr om Pigés. Trakten runt Pigés består till största delen av jordbruksmark.